# Untash-Napirisha
Untash-Napirisha o Untaš-Napiriša va ser rei d'Elam de la dinastia Igihàlquida des de potser el 1275 aC fins al 1240 aC.
Era fill i successor d'Humban-Numena. El seu nom original Untash-Khumban se'l va canvia en honor del deu Napir, el déu elamita de la Lluna i un dels grans deus d'Elam.
Va construir el complex religiós de Doga Zanbil o Chogha Zanbil (antic Dur Untash) a l'est de Susa, iniciat amb una construcció de només 105 metres quadrats rodejada de temples, dedicada a la deïtat titular de Susa Inshushinak. Aquest temple es va destruir per fer-lo més gran, i es va dedicar a Napirisha, el principal deu d'Anxan, i a Inshushinak conjuntament. El culte a Inshushinak es va substituir més endavant per Kiririsha, déu associat de Napirisha. Al costat del complex central i envoltant-lo, es van construir nous temples per diferents deus del panteó elamita (Pinikir, Humban, Kirmashir i Nakhunte, del panteó d'Awan, Ruhurater i Hishmitik de Simashki, Napirisha, Kiririsha Kilah-shupir i Manzat d'Anshan) i també per divinitats de Susiana com Inshushinak, Ishmekarab, Nabu, Shamash i Adad. El nom d'Untash-Napirisha s'ha trobat al menys en inscripcions de 50 temples. El complex religiós, que implicava una submissió política i religiosa de Susiana a Anxan, es va abandonar aviat; només Untash-Napirisha va deixar el seu nom gravat en aquest grup de temples.
El va succeir Kidin-Hutran II.